# Rogalin (powiat radziejowski)
Rogalin – wieś w Polsce położona w województwie kujawsko-pomorskim, w powiecie radziejowskim, w gminie Piotrków Kujawski.

## Podział administracyjny
W latach 1975–1998 miejscowość należała administracyjnie do województwa włocławskiego. Wieś sołecka – zobacz jednostki pomocnicze gminy Piotrków Kujawski w BIP.

## Historia
Rogalin w wieku XIX to wieś i folwark w powiecie nieszawskim, gminie i parafia Piotrków, ma w 1885 roku 71 mieszkańców. W 1827 r. było 15 domów, 99 mieszkańców. W 1867 r. folwark Rogalin posiadał rozległość mórg 406 w tym gruntów ornych i ogrodów mórg 345, łąk mórg 15, pastwisk mórg 30, nieużytków mórg 16. Wieś Rogalin osad 8, z gruntem mórg 8.
Pawiński w Kodeksie Wielkopolskim (t.II s.80) podaje, że według registru poborowego powiatu radziejowskiego z lat 1557-1566, wieś Rogalino, w parafii Kaczewo, miała 3 łany i 3 zagrodników. W roku 1489 wieś należała do Rogalińskich. a w roku 1789 jej właścicielem był Pantalen Karski.

## Demografia
W roku 1827 było 99 mieszkańców, a nieco ponad pół wieku później (1885 r.) było ich 71. Według Narodowego Spisu Powszechnego (III 2011 r.) liczyła 82 mieszkańców. Jest 22. co do wielkości miejscowością gminy Piotrków Kujawski.